# Monique Castillo
Pour les articles homonymes, voir Castillo.
Monique Castillo, née le 9 février 1948 à Reims et morte le 22 septembre 2019 à Antony, est une philosophe française.

## Biographie
Monique Gisèle Roberte Castillo naît en 1948 à Reims dans un milieu modeste. Après des études au Lycée Colbert à Reims, elle passe l’agrégation de philosophie en 1971 et est nommée professeur au lycée Fustel de Coulanges à Massy en 1972, où elle lance la première initiative en France d’une "Prépa SciencesPo". Elle-même sort diplômée de l’Institut d'études politiques de Paris en 1974.
Monique Castillo soutient sa première thèse de Doctorat sous la direction de Paul Ricoeur: De l’unité de l’ordre à l’unité du possible en 1980, puis sa thèse de Doctorat d’Etat sous la direction de Simone Goyard-Fabre: Histoire et politique dans la pensée de Kant en 1987. Elle consacre les premières années de sa carrière et ses premières publications à commenter l’œuvre de Kant, et s’établit comme une des spécialistes de Kant reconnues mondialement.
Dès la fin des années 1990, Monique Castillo s’oriente vers les questions de philosophie politique appliquée au questionnement des modèles socio-économiques et des systèmes de valeurs. Elle promeut une philosophie appliquée, particulièrement aux actions professionnelles (entreprendre, juger, enseigner, soigner) et aux questions politiques (mutabilité de l’espace public, guerre des symboles, citoyenneté numérique, éthique de l’innovation). Ses essais prônent un renouveau de l’humanisme, et traduisent un attachement à la communicabilité des idées au-delà des clivages partisans ou des sensibilités personnelles. Cela l’amène à intervenir dans des milieux très différents:
- Le milieu militaire: membre du comité de rédaction de la revue Inflexions (revue de l’armée de terre dont l’ambition est de renforcer le dialogue entre civils et militaires) dès sa fondation , parmi des officiers et d'autres personnalités[6]. Elle est aussi conférencière à l'Institut des Hautes Études de la Défense Nationale et membre du jury de l’Ecole de Guerre;
- Le monde de l’entreprise, comme conférencière pour Hermes, Renault, EDF, SNCF, Thales... où nombre de ses idées-clés comme le courage de l’incertitude, l’innovation créatrice, le désir d’agir, la culture de la fécondité, etc. rencontrent un succès certain auprès d’un public de cadres dirigeants en quête d’un renouveau du rôle du leader comme contributeur du sens au travail;
- La Grande Loge de France, où elle intervient régulièrement pour des cycles de conférences sur l’Europe, l’éthique publique, le dépassement de soi… Ainsi, certains de ses articles sont publiés dans Franc-Maçonnerie magazine;
- Le milieu universitaire: membre au fil des années de nombreuses conventions universitaires (notamment du Conseil National des Universités), du comité de rédaction de diverses revues, ou du jury de plusieurs concours (CAPES, agrégation, etc.), elle établit également des liens forts et des échanges réguliers avec certaines universités étrangères, notamment en Roumanie, en Russie, en Tunisie ou au Brésil.
- Particulièrement attachée à la transmission de la parole vivante, en écho à sa formation initiale théâtrale, elle est également active dans des conférences grand public, par exemple aux "Mardis de la Philo", où elle intervient sans interruption pendant plus de 15 ans.

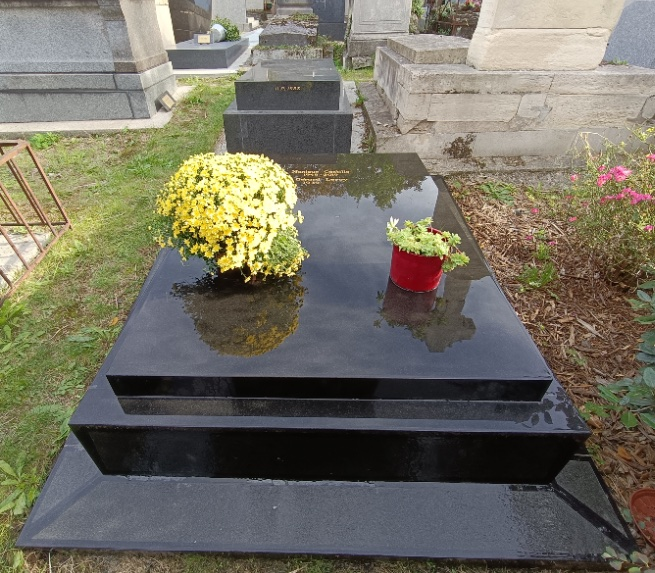
Tombe de Monique Castillo au cimetière de Montmartre (division 10).

Ses articles sont publiés dans des revues aux sensibilités diverses: Etudes, Raison Présente, Franc-Maçonnerie magazine, Revue de métaphysique et de morale, Esprit…
A la fin de sa carrière universitaire, elle est professeur émérite de l’Université Paris-Est, et professeur honoraire de l'Université technique de Cluj-Napoca (Roumanie).
Elle meurt le 22 septembre 2019 des suites d'une intervention chirurgicale liée à un cancer, et est inhumée au cimetière de Montmartre (division 10).

## Ouvrages
- La Raison d'agir, avec Romain Leroy-Castillo, Vrin, Paris, France, 2023[8],[9]
- Faire Renaissance: une éthique publique pour demain, Vrin, Paris, France, 2016[5]
- L'Identité en questions, Cercle Condorcet, Auxerre, France, 2013
- Qu'est-ce qu'être Européen?, Cercle Condorcet, Auxerre, France, 2012
- Les Médiations: la justice autrement?, Arghos, France, 2011
- Le Pouvoir - puissance et sens, Michalon, Paris, France, 2008
- La Responsabilité des modernes, Kimé, Paris, France, 2007
- Connaître la guerre, penser la paix, Kimé, Paris, France, 2005
- Criticisme et religion, L'Harmattan, Paris, France, 2004
- Morale et politique des Droits de l'Homme, Georg Olms Verlag, Hildesheim, Allemagne, 2003
- La citoyenneté en question, Ellipses, Paris, France, 2002
- L'humanisme et les Lumières en question, Ellipses, Paris, France, 2001
- L'Europe de Kant, Privat, Paris, France, 2001
- Histoire et Politique, avec Gérard Leroy, Vrin, Paris, France, 1998
- La Paix - raisons d'État et sagesses des nations, Hatier, Paris, France, 1997
- Kant, l'invention critique, Vrin, Paris, France, 1997
- Kant et l'avenir de la culture, Presses Universitaires de France, Paris, France, 1990[3]

## Hommages
- "Décès de Monique Castillo"[10], par Jean-Michel Dardour, Campus Maçonnique, 23 septembre 2019
- "Inflexions en deuil"[11], revue Inflexions, 25 septembre 2019
- "La philosophe Monique Castillo est morte"[12], Livres Hebdo, 25 septembre 2019
- "Hommage à Monique Castillo"[13], par Laurence Devillairs, Les Mardis de la Philo, 27 septembre 2019
- "La mort de la philosophe Monique Castillo"[14], par Roger Pol-Droit, Le Monde, 30 septembre 2019
- "Décès de Monique Castillo"[15], Société d'Études Kantiennes de langue française, 30 septembre 2019
- "Hommage à Monique Castillo"[16], par Jocelin Morand, 3 octobre 2019
- "Décès de Monique Castillo"[17], par Frédéric Gros, Université Paris-Est, 7 octobre 2019
- "Hommage à Monique Castillo"[18], par Diane d'Audiffret, United Persons for Humaness
- (ru) "In Memoriam de notre collègue le Professeur Monique Castillo (1948–2019)"[19], Revue russe des sciences philosophiques, no 62, 2019(9)
- Matinée d'hommage à Monique Castillo[20], Centre national de la fonction publique territoriale, 26 novembre 2019
- "Héroïsme en démocratie. Hommage à Monique Castillo", revue Inflexions, hors-série, 28 mars 2020
- "In Memoriam - Monique Castillo", par Constantin Vică et Viorel Vizureanu, Annals of the University of Bucharest, 24 avril 2020[21]
- "Sortir de la crise symbolique. Hommage à Monique Castillo"[22], par Norbert Campagna, Luxemburger Wort, 17 septembre 2020
- "Hommage à Monique Castillo - La Raison d'agir", Les Mardis de la Philo, 19 septembre 2023[23]